# Rubielos de Mora (kommunhuvudort)
Rubielos de Mora är en kommunhuvudort i Spanien.   Den ligger i provinsen Provincia de Teruel och regionen Aragonien, i den östra delen av landet, 260 km öster om huvudstaden Madrid. Rubielos de Mora ligger 938 meter över havet och antalet invånare är 662.
Terrängen runt Rubielos de Mora är huvudsakligen kuperad, men åt sydväst är den platt. Runt Rubielos de Mora är det mycket glesbefolkat, med 7 invånare per kvadratkilometer. Närmaste större samhälle är Mora de Rubielos, 10,8 km nordväst om Rubielos de Mora. 